# Coralie Lassource
Coralie Lassource, née le 1er septembre 1992 à Maisons-Laffitte, est une joueuse de handball internationale française évoluant au poste d'ailière gauche. Elle est la capitaine de l'Équipe de France féminine de handball qui remporte la médaille d'or aux Jeux olympiques de Tokyo en 2021 et cumule 110 sélections pour 180 buts entre 2015 et 2025.
Elle est la sœur aînée de Déborah Lassource avec laquelle elle est championne du monde 2023. Elles évoluent ensemble à Issy Paris de 2014 à 2017.

## Biographie
Après avoir vécu en Martinique de 9 à 14 ans, Coralie Lassource retrouve la métropole et la région parisienne où la jeune ailière poursuit sa passion, le handball, à Palaiseau puis au Pôle espoirs de Châtenay-Malabry qu'elle intègre en 2007. Faisant partie des meilleures de sa génération, explosive, puissante en défense et bonne finisseuse, la jeune ailière connaît ses premières sélections avec les équipes de France cadettes puis jeunes et enfin France junior, atteignant la finale du Championnat du monde junior 2012.
Cette année 2012 est particulièrement décisive pour Coralie Lassource puisqu'après avoir été élue meilleure espoir d'un championnat de France terminé à la deuxième place, elle signe son premier contrat professionnel avec Issy Paris Hand.
Par la suite, elle remporte la coupe de la Ligue 2013 et dispute deux finales européennes, coupe des vainqueurs de coupe (C2) en 2013 et coupe Challenge (C4) en 2014.
Après avoir participé au championnat du monde 2015, terminé à la 7e place, elle n'est finalement pas retenue parmi les joueuses sélectionnée en équipe de France pour disputer les Jeux olympiques de Rio à cause d'une lésion musculaire à la cuisse gauche.
En septembre 2016, elle est élue meilleure défenseur du championnat de France pour la saison 2015-2016. En août 2017, elle est élue meilleure ailière gauche du championnat de France, au titre de la saison 2016-2017.
Pour la saison 2017-2018, elle quitte son club formateur pour rejoindre le championnat hongrois et le club de Érdi VSE,,.
Après deux années en Hongrie, elle revient en France et s'engage pour deux saisons avec le Brest Bretagne Handball à compter de l'été 2019.
Du fait de l'absence sur blessure de Siraba Dembélé-Pavlović, elle est nommée par Olivier Krumbholz capitaine de l'équipe de France aux Jeux olympiques de Tokyo. Le 8 août 2021, au dernier jour des Jeux, la France remporte sa première médaille d'or olympique en battant en finale les joueuses du comité olympique de Russie sur le score de 30-25.
Le 14 juin 2025, elle annonce mettre fin à sa carrière internationale après 110 sélections'.

## Palmarès

### En sélection
Jeux olympiques
- Médaille d'or aux Jeux olympiques de Tokyo 2020,  Japon
- médaille d'argent aux Jeux olympiques de Paris en 2024,  France

Championnats d'Europe
- finaliste du championnat d'Europe 2020

Championnats du monde
- vainqueur du championnat du monde 2023
- finaliste du championnat du monde 2021[16]
- 7e place au championnat du monde 2015

autres
- vice-championne du monde junior en 2012[17]
- 10e place du championnat d'Europe junior en 2011[18]
- 4e place au championnat du monde jeunes en 2010[19],[20]
- première sélection avec l'équipe senior le 8 octobre 2015 lors des qualifications à l'Euro 2016 contre l'Islande[21].
- premier but en sélection senior le 11 octobre 2015 lors de la rencontre contre la Suisse[22].

### En club

#### compétitions internationales
- finaliste de la Ligue des champions en 2021(avec Brest Bretagne Handball)
- finaliste de la Coupe d'Europe des vainqueurs de coupe en 2013 (avec Issy Paris Hand)
- finaliste de la Coupe Challenge en 2014 (avec Issy Paris Hand)

#### compétitions nationales
- vainqueur du Championnat de France en 2021 (avec Brest Bretagne Handball)
  - vice-championne de France en 2012, 2014 et 2015 (avec Issy Paris Hand) et 2022 (avec Brest Bretagne Handball)
- vainqueur de la Coupe de France en 2021 (avec Brest Bretagne Handball)
  - finaliste en 2014 et 2017 (avec Issy Paris)
- vainqueur de la Coupe de la Ligue en 2013 (avec Issy Paris Hand)

### Récompenses individuelles

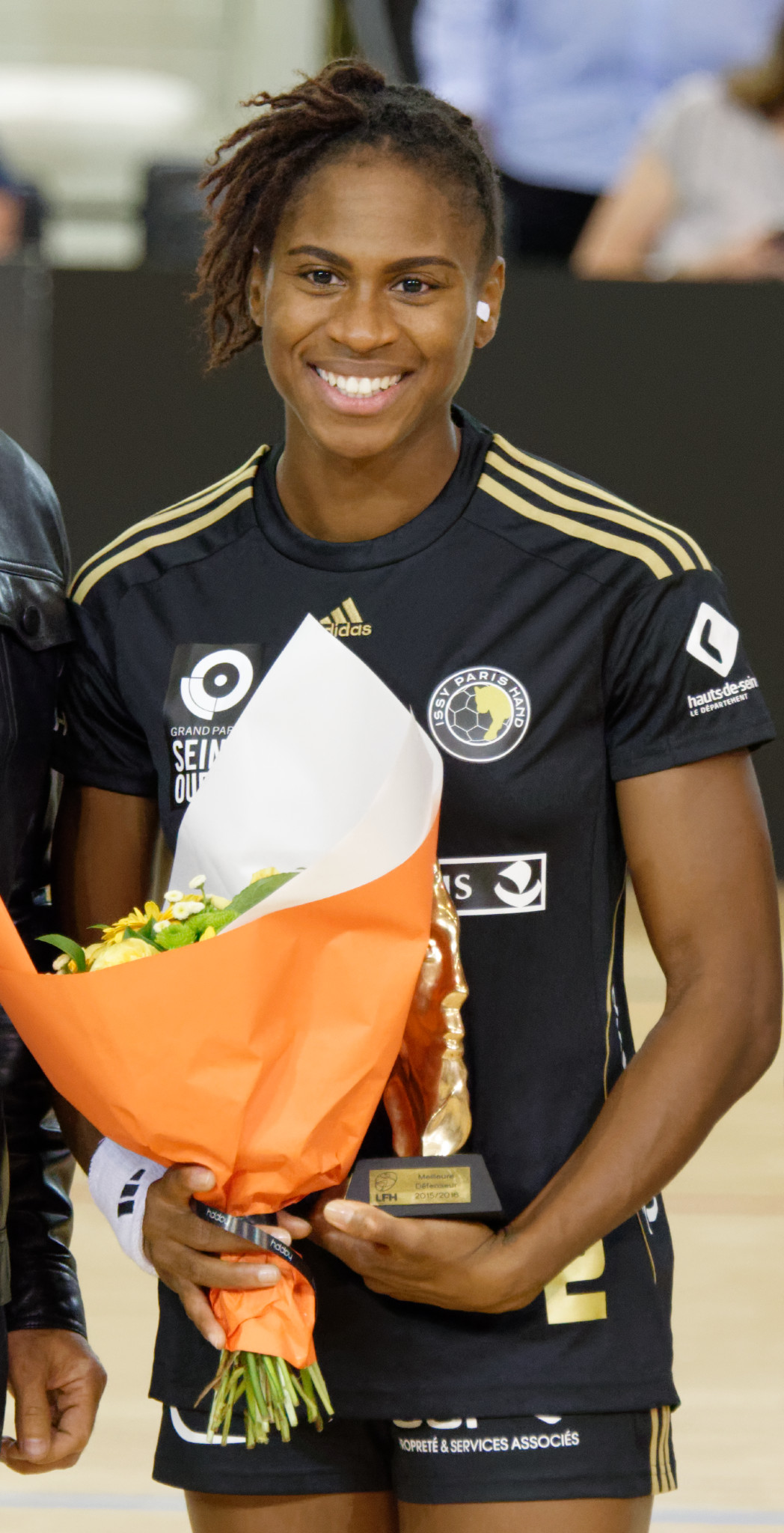
Coralie Lassource, meilleure défenseure de la saison 2015-16.

- élue meilleure espoir du championnat de France en 2012[4]
- élue meilleure défenseure de la saison du championnat de France 2016[6]
- élue meilleure ailière gauche de la saison du championnat de France 2017[7]
- élue meilleure ailière gauche du Championnat du monde 2021

## Décorations
- Chevalier de la Légion d'honneur (2021)[23]

## Galerie

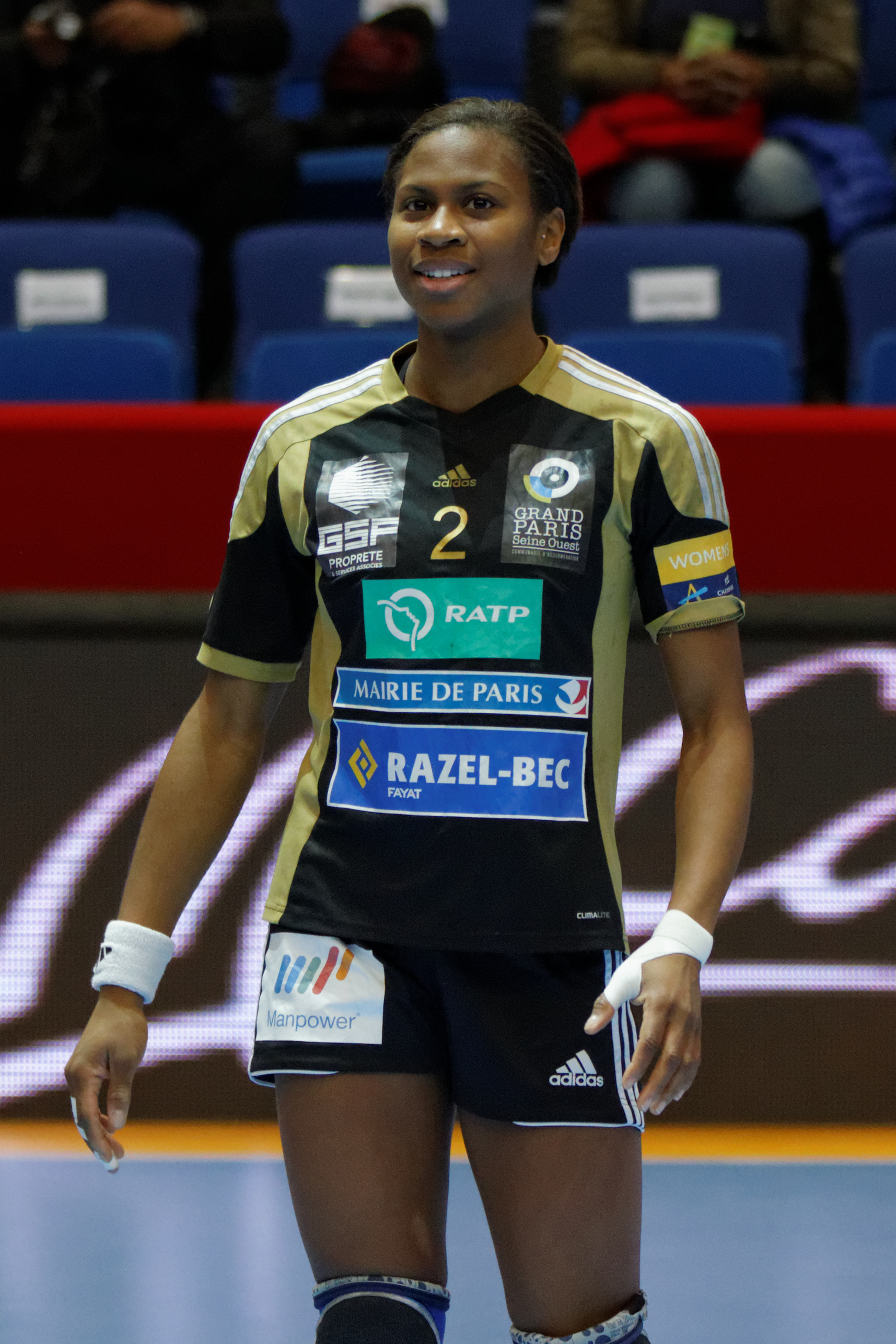
Avec Issy Paris en 2013
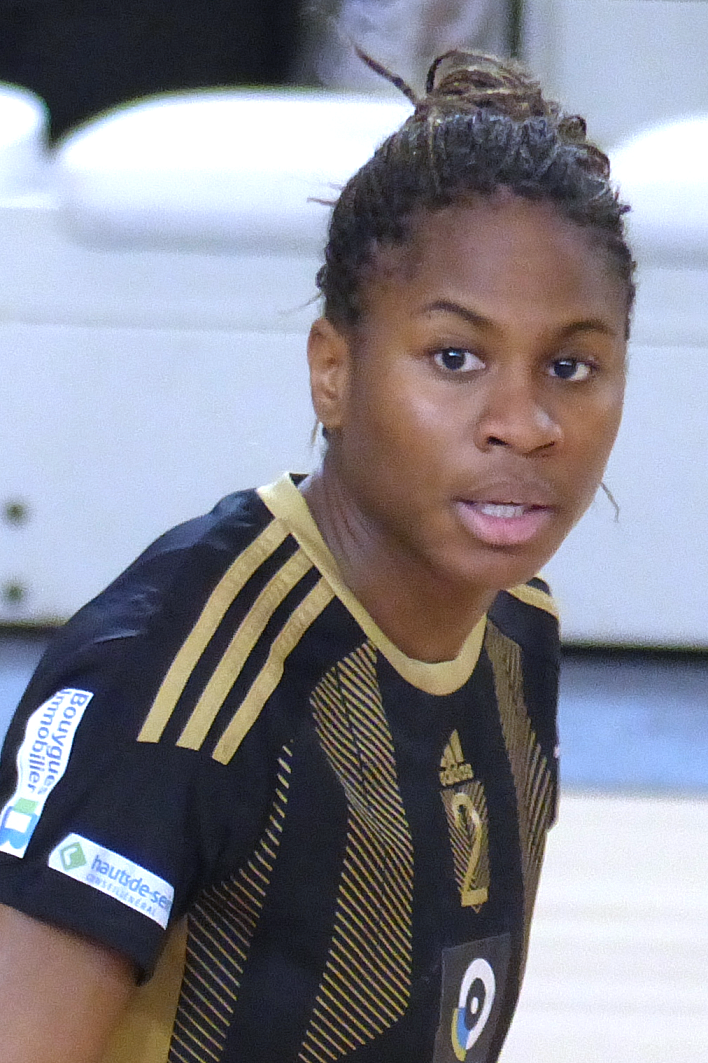
Portrait en 2014
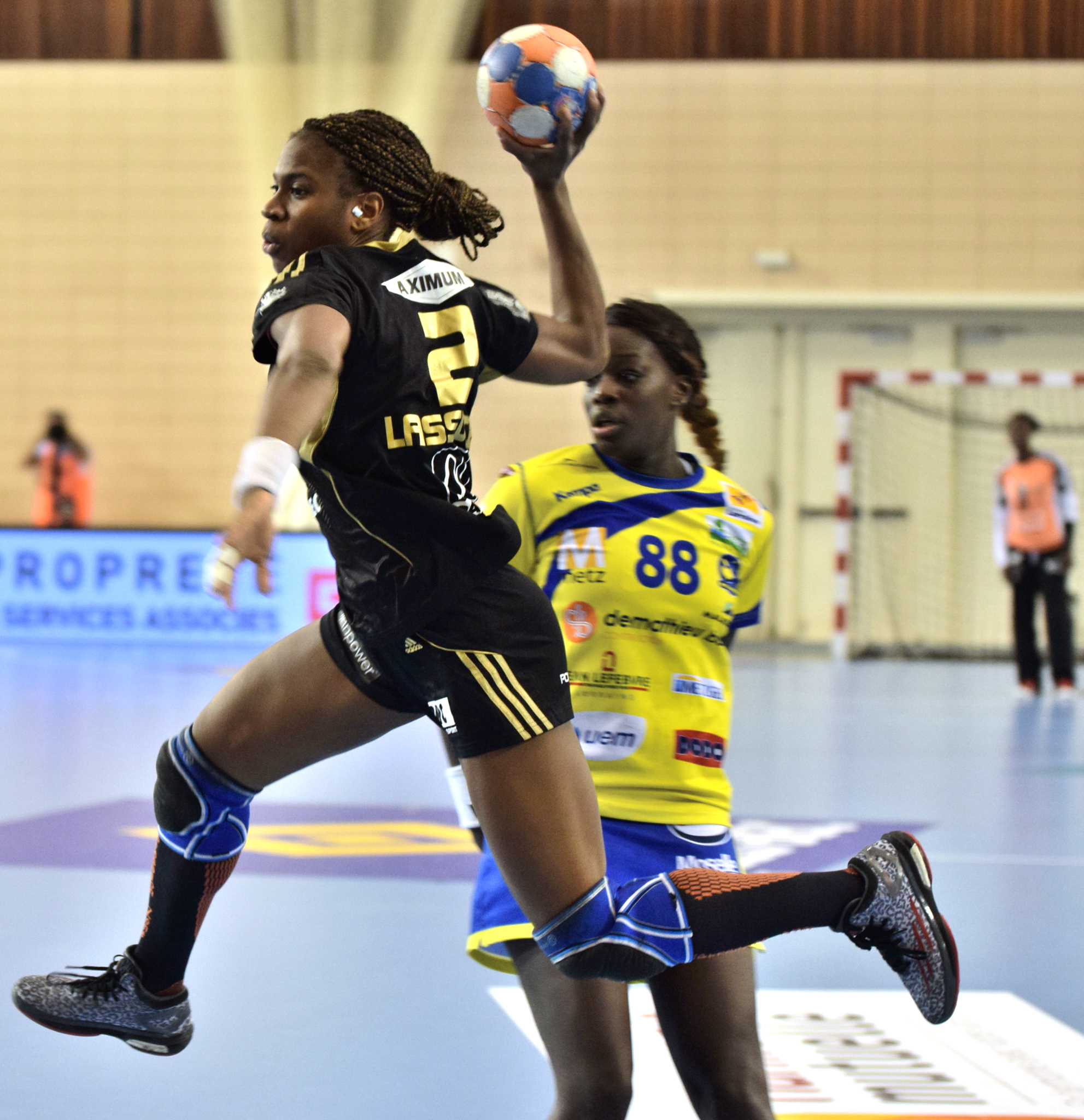
Avec Issy Paris Hand en 2014
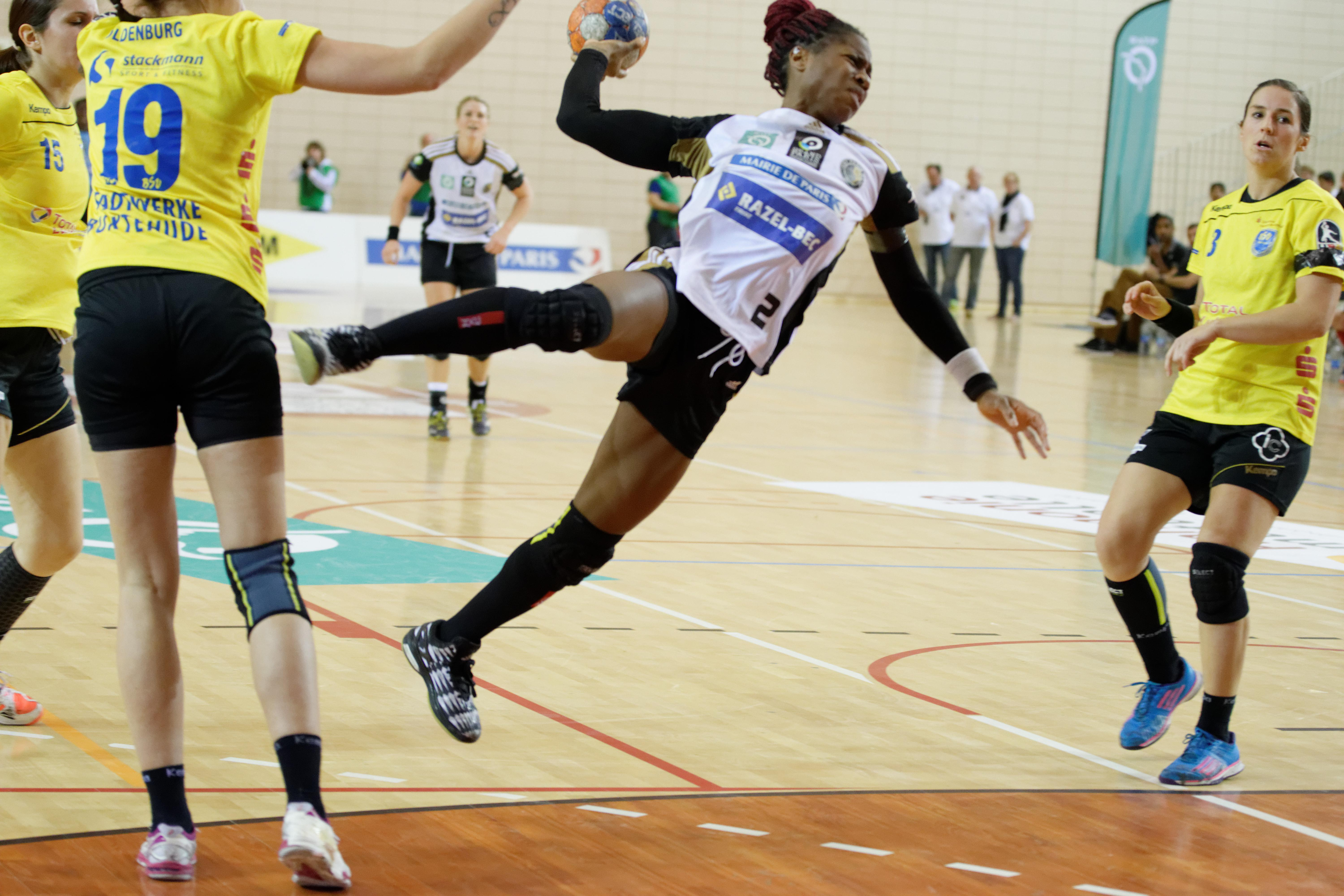
Avec Issy Paris Hand en 2015
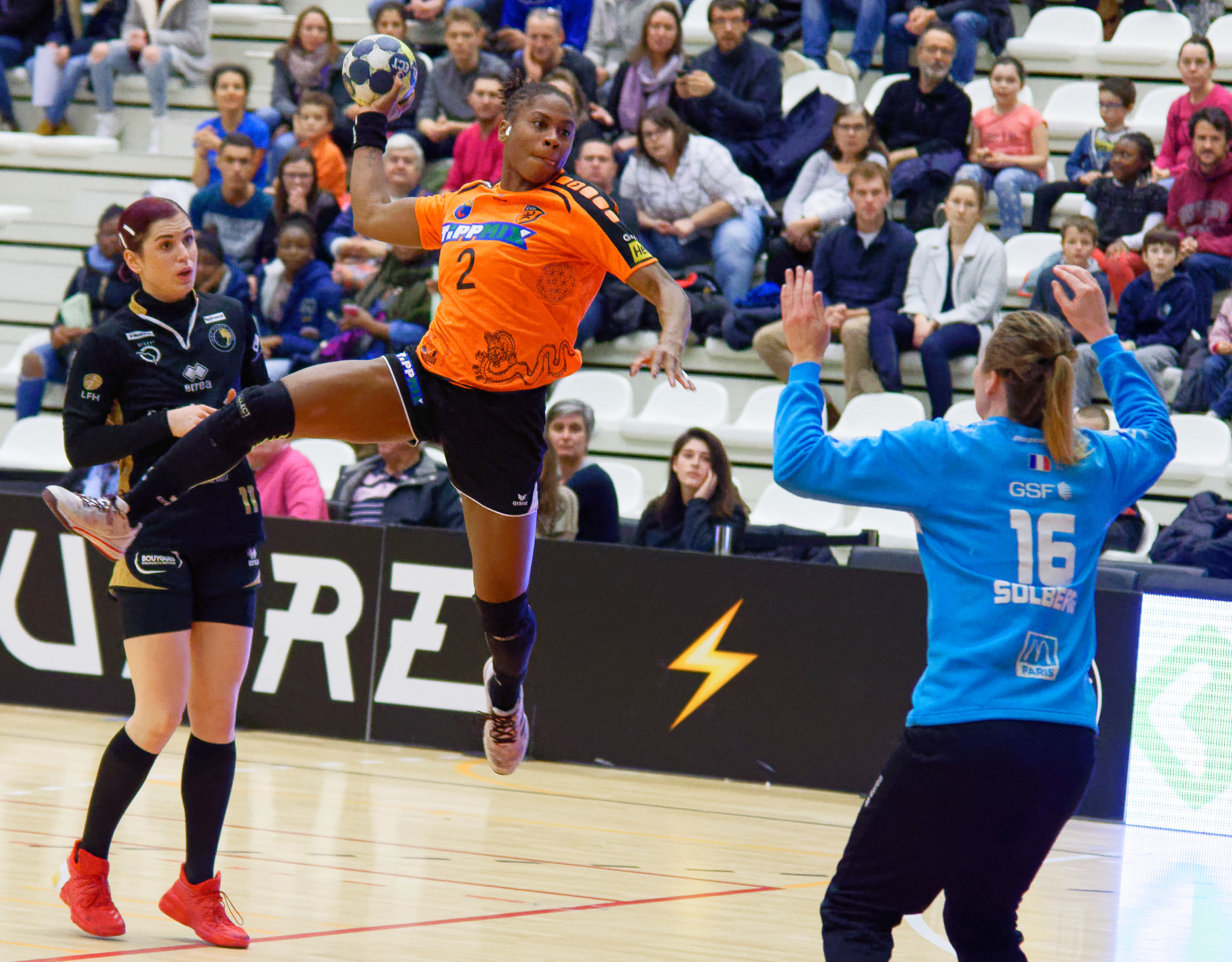
Avec Érdi VSE en 2017